# 옌스 예른 베르텔센
옌스 예른 하어 베르텔센(덴마크어: Jens Jørn Haahr Bertelsen, 1952년 2월 15일, 남덴마크 지역 굴다게르 ~)은 옌스 예른 베르텔센(덴마크어: Jens Jørn Bertelsen)이나 셰네(덴마크어: Sjønne)로도 알려진 덴마크의 전직 축구 선수로, 현역 시절 수비형 미드필더로 활약했다. 그는 덴마크의 에스비에르에서 362번의 경기에 출전해 42골을 기록했고, 복수의 유럽 구단을 거치기도 했다. 그는 덴마크 국가대표팀 일원으로 69번의 경기에 출전해 2골을 기록했고, 자국을 대표로 유로 1984와 1986년 월드컵에 참가했다.

## 클럽 경력
에스비에르의 교외인 굴다게르 출신인 베르텔센은 고향의 소규모 구단인 세딩-굴다게르에서 축구를 시작했다. 세딩-굴다게르 감독이자 전 덴마크 국가대표였던 에곤 옌센은 3부 리그의 에스비에르 감독으로 취임하면서 베르텔센도 그를 따라 입단해 나중에 덴마크 국가대표팀 일원이 되는 올레 키예르, 올레 마드센, 그리고 욘 라우리드센과 한배를 탔다.
1973년 4월 1일, 그는 21세의 나이로 에스비에르 1군 경기에 처음 출전했다. 근면한 수비형 미드필더인 그는 덴마크 1부 리그 승격을 이룩했다. 1976년, 그는 포칼렌 우승이자 구단의 11년 만의 첫 우승을 견인해 당시 에스비에르의 경기 최우수 선수로 선정되었다. 베르텔센은 에스비에르가 1부 리그에서 1977년에 3위, 1978년에 준우승을 차지하고, 1979년에 덴마크 리그 우승에 일조했다. 덴마크 축구 연합은 이후 그를 1979년 덴마크 올해의 축구 선수로 명명했다.
그는 다수 유럽 구단들의 제의를 받았고, 결국 1982년 5월이 되어서야 해외 무대에 진출했다. 그는 벨기에의 세라잉과 프로 계약을 체결해 빠르게 적응했다. 그는 벨기에 무대에서 2년을 보내다가 세라잉이 1984년에 파산하면서 프랑스의 루앙으로 이적했다. 강등권 루앙에서 1년을 머무른 베르텔센은 1985년 여름에 스위스의 아라우로 이적했다. 베르텔센은 1987년에 에스비에르로 복귀해 1988년에 축구화를 벗었다.

## 국가대표팀 경력
베르텔센은 1975년에 덴마크 U-21 국가대표팀 첫 경기를 치렀고, 1975년 10월까지 5번의 U-21 국가대표팀 경기를 치렀다. 1976년 6월 24일, 쿠르트 닐센 성인 국가대표팀 감독은 0-0으로 비긴 노르웨이와의 국가대표팀 경기에서 그를 첫 출전시켰다.
그는 1978년 2월, 2번째 경기를 치렀고, 제프 피온테크 신임 국가대표팀 감독 체제에서 주전으로 떠올랐다. 베르텔센은 당시 무명의 수비형 미드필더였으나, 효율성이 높아 국가대표팀 주축 선수로 거듭났다. 해외 무대에서 활약하던 시절, 베르텔센은 피온테크 감독의 부름을 받아 유로 1984에서 덴마크를 대표로 출전했다. 그는 준결승전까지 진출한 덴마크의 4경기를 매 분 소화했다. 그는 1987년 6월에 35세의 나이로 마지막 국가대표팀 경기에 출전했다.

## 수상
에스비에르
- 포칼렌: 1976
- 덴마크 리그: 1979

개인
- 덴마크 올해의 축구 선수: 1979